# Monroe Cline
Pour les articles homonymes, voir Cline.
Monroe Cline, née le 30 juin 1997 à Austin (Texas), est une actrice et danseuse américaine. 

## Filmographie

### Cinéma
- 2018 : Diary of a Madman (Court-métrage) : Anastasia
- 2019 : Just Another Sunset (Court-métrage) : Lilian
- 2019 : The One Who Brung You (Court-métrage) : Ray Ann
- 2020 : The Prom de Ryan Murphy : une élève qui danse
- 2021 : The Beta Test : Une ado
- 2021 : After Masks : Kristi
- 2021 : Yucca Fest : Summer
- 2022 : Don't Worry Darling de Olivia Wilde : une danseuse
- 2022 : Teardrop : Carrie
- 2022 : Eagle Rock : Debbie
- 2022 : The Ghost Under My Bed (Court-métrage) : Mabel adulte
- 2022 : In-Between (Court-métrage) : Vana
- 2023 : Malum : Betty
- 2023 : Blood, Sweet and Cheer : Cherie

### Télévision
- 2016 : American Crime (Série TV) : Une cheerleader
- 2017 : Kevin (Probably) Saves the World (Série TV) : Reese Double
- 2019 : Qui est la tueuse ? Ma mère ou moi ? (Am I a Serial Killer?) (Téléfilm) : Natalie
- 2019 : Into the Dark (Série TV) : La chorégraphe
- 2019 : American Horror Story (Série TV) : La conseillère du camp
- 2019 : Smuggling in Suburbia (Téléfilm) : Joanie
- 2019 : The Holzer Files (Série TV) : Un démon
- 2020 : Ma fille, disparue après une soirée (Taking Your Daughter) (Téléfilm) : Jessica
- 2021 : Dhar Mann (Série TV) : Une amie
- 2022 : The Dropout (Série TV) : Une colocataire à Stanford
- 2022 : Pocket Schock (Série TV) : Eloise
- 2022 : Bound by Blackmail (Téléfilm) : Ari
- 2023 : The Forbidden Love (Série TV) : Jane
- 2023 : Secrets of A Celebriy Nanny (Téléfilm) : Gabby